# Marian Łaszewski
Marian Łaszewski (ur. 3 czerwca 1948 w Gdańsku) – polski aktor teatralny, filmowy i radiowy.

## Życiorys
Był członkiem zespołów teatralnych: Teatru Ziemi Gdańskiej w Gdyni (od 1974 - Teatru Dramatycznego w Gdyni) (1972-1973, 1974-1980), Teatru im. Wilama Horzycy w Toruniu (1973-1974), Teatru Wybrzeże w Gdańsku (1980-1983), Teatru Lalki i Aktora "Miniatura" w Gdańsku (1983-1986) oraz Teatru Dramatycznego w Elblągu (1986). Wystąpił także w czternastu audycjach Teatru Polskiego Radia, realizowanych przez rozgłośnię PR w Gdańsku (1977-1985) oraz jednym spektaklu Teatru Telewizji (1982).

## Filmografia[1]
- Mgła (1976) - Marian
- Struny (1977)
- Lalka (1977) - Węgiełek (odc. 6, 8)
- Zerwane cumy (1979) - żołnierz Stefan
- Detektywi na wakacjach (1979) - milicjant (odc. 4, 5)
- Mars i Wenus w szóstce (1983) - Wojciech Oczko
- Pan na Żuławach (1984) - odc. 2, 6-10